# Hans Ernst Karl von Zieten
Hans Ernst Karl Graf von Zieten (Fehrbellin, 5 de Março de 1770 — Warmbrunn, 3 de Maio de 1848) foi um marechal-de-campo prussiano de participação destacada no combate às forças de Napoleão durante o Governo dos Cem Dias.

## Biografia
Ele não era parente do general Frederico Hans Joachim von Zieten.
Durante a Campanha de Waterloo de 1815, o tenente-general von Zieten comandou o I Corpo da Prússia. O corpo lutou contra os franceses em 15 de junho, e foi lutou contra os franceses no dia seguinte na Batalha de Ligny, e novamente dois dias depois, em 18 de junho, na Batalha de Waterloo.
Em 1º de julho, o I Corpo de Exército de Zieten participou da Batalha de Issy, do lado de fora dos muros de Paris. No final da campanha, em 7 de julho, seu corpo recebeu a honra de ser a primeira grande força da Coalizão a entrar em Paris.
O rei Frederico Guilherme III da Prússia concedeu a Zieten o título de Graf, ou conde, em 3 de setembro de 1817.  Aos 69 anos, foi promovido a Generalfeldmarschall em 9 de setembro de 1839.  Zieten morreu em Warmbrunn.